# Горностай Павло Петрович
Павло Петрович Горностай — український психолог, фахівець в галузі психології особистості, соціальної психології та психотерапії, доктор психологічних наук, професор. Син П. С. Горностая.

## Біографія
Горностай Павло Петрович народився 13 лютого 1955 р. в м. Бердичеві, Житомирської області у сім'ї викладачів вищої школи.
Навчався у Бердичівській середній школі № 9 (1962—1968) та Черкаській середній школі № 8 (1969—1972).
В школі проявив хороші здібності до фізики. В 1972 році він був призером республіканської та учасником всесоюзної олімпіади юних фізиків, а також переможцем Всесоюзного конкурсу журналу «Юный техник» та МФТІ «Питання жартома — відповідь всерйоз».
Закінчив з відзнакою Черкаський державний педагогічний інститут (фізико-математичний факультет) (1976).
Професійну діяльність розпочинав як вчитель фізики у середніх школах № 20 та № 23 м. Житомира (1976—1984, з перервою на службу у Збройних силах СРСР 1977—1978).
У 1984—1987 навчався в аспірантурі Науково-дослідного Інституту психології УРСР. Кандидатська дисертація «Формування психологічної готовності старшокласників до педагогічної діяльності» (1988).
З 1987 працював у Ніжинському педагогічному інституті ім. М. В. Гоголя, асистентом кафедри психології. З 1989 — старший викладач кафедри психології Луцького державного педагогічного інституту ім. Лесі Українки. У 1991—1996 працював у Інституті психології імені Г. С. Костюка НАПН України старшим науковим співробітником центру психології творчості та лабораторії реабілітації особистості.
З 1997 П. П. Горностай працює в Інституті соціальної та політичної психології НАПН України. Він обіймав посаду провідного наукового співробітника лабораторії соціальної психології особистості (1997—2000), та лабораторії методології психосоціальних і політико-психологічних досліджень (2003—2006).
У 2000—2003 навчався в докторантурі цього ж інституту. Докторська дисертація «Психологія рольової самореалізації особистості» (2010).
У 2006—2017 Горностай завідував лабораторією психології малих груп та міжгрупових відносин, з 2018 — є головним науковим співробітником цієї лабораторії.
Крім наукової діяльності П. П. Горностай активно займається консультативною, психотерапевтичною та тренінговою практикою, навчає психологів-консультантів з різних міст України за авторською навчальною програмою.

## Наукова діяльність
П. П. Горностай досліджував проблеми педагогічної творчості, психологічної готовності особистості до педагогічної діяльності. Пріоритетні сфери наукової діяльності — психологія особистості, соціальна психологія, зокрема — психологія малих груп, психологічні теорії ролей. В колі його інтересів — психологія творчості та креативності, психодіагностика.
Маючи професійну підготовку та практичний досвід в галузі психодрами та соціометрії, транзакційного аналізу, вивчає проблеми консультативної психології та психотерапії, розробив проблемний підхід в теорії та практиці психологічного консультування. Розробляє інтегративні підходи в сучасній психотерапії, зокрема — такий напрям, як транзакційна психодрама. Здійснює методологічне обґрунтування рольових та драматургічних підходів у психологічній науці та практиці, а також впровадження їх у практику суспільних та освітніх реформ.
Значний науковий доробок полягає в розробці основних концепцій рольової теорії особистості та закономірностей групових психологічних феноменів у малих групах, зокрема — групового несвідомого. Він також досліджує проблеми групової ідентичності та закономірності колективних травм у соціальних групах.
Ним створено 2 нові психодіагностичні методики: «Шкала локусу рольового конфлікту», «Опитувальник рольової компетентності» та методику «Репертуар життєвих ролей особистості».
П. П. Горностай — член Української асоціації транзакційного аналізу (з 2000), Європейської асоціації транзакційного аналізу (з 2000), Української спілки психотерапевтів (з 2003), Європейського інституту психодрами у Німеччині (2003—2016).
Він засновник та головний редактор журналу «Психодрама та сучасна психотерапія».
Учасник багатьох європейських наукових конгресів з психології та психотерапії та міжнародних конференцій.
Ним написано понад 240 наукових праць.

## Основні наукові праці
- Горностай, Павло (2023). Психологія колективних травм: монографія. — Кропивницький: Імекс-ЛТД, 336 с. ISBN 978-966-189-703-7
- Горностай П. П. (2018).Консультативная психология: Теория и практика проблемного подхода. — Киев : Ника-Центр, 400 с. ISBN 978-966-521-720-6
- Свідоме і несвідоме у груповій взаємодії : монографія / [П. П. Горностай, О. Л. Коробанова, О. Т. Плетка, Г. В. Циганенко, Л. Г. Чорна]; за наук. ред. П. П. Горностая. — Кропивницький : Імекс-ЛТД, 2018. — 244 с. ISBN 978-966-189-378-7
- Психологія групової ідентичності: закономірності становлення: [монографія] / [П. П. Горностай, О. А. Ліщинська, Л. Г. Чорна та ін.] ; за наук. ред. П. П. Горностая. — К. : Міленіум, 2014. — 252 с.
- Динамічні процеси в малій групі: соціально-психологічний вимір освітнього середовища: [монографія] / [П. П. Горностай, О. Л. Вознесенська, І. В. Грибенко та ін.]; за ред. П. П. Горностая. — Кіровоград : Імекс-ЛТД, 2013. — 190 с. ISBN 9789661892780
- Процеси ідентифікації особистості в малій групі: досвід теоретичного та емпіричного дослідження: практичний посібник / за ред. П. П. Горностая. — Кіровоград : Імекс-ЛТД, 2013. — 106 с. ISBN 9789661892582
- Горностай П. П. (2007). Личность и роль : Ролевой подход в социальной психологии личности. — К. : Интерпресс ЛТД, — 312 с. ISBN 9789665010609
- Основи соціальної психології : навчальний посібник / за ред. М. М. Слюсаревського. — К. : Міленіум, 2008. — 496 с. ISBN 9789668063452 (автор розділу)
- Особистісний вибір: психологія відчаю та надії: моногр. / за ред. Т. М. Титаренко. — К. : Міленіум, 2005. — 336 с. ISBN 9668063912 (автор глави)
- Основи теорії ґендеру : навчальний посібник. — К. : «К. І. С.», 2004. — 536 с. ISBN 966803970X (автор глави)
- Психология личности : словарь-справочник [Архівовано 22 жовтня 2021 у Wayback Machine.] / под ред. П. П. Горностая и Т. М. Титаренко. — К. : Рута, 2001. — 320 с. ISBN 966779511X
- Психологія життєвої кризи / відп. ред. Т. М. Титаренко. — К. : Агропромвидав, 1998. — 348 с. ISBN 966-558-014-0 (автор 3-х глав)
- Васьковская С. В., Горностай П. П. (1996). Психологическое консультирование: Ситуационные задачи. — К. : Вища школа, — 192 с. ISBN 5110046956
- Горностай П. П., Васьковская С. В. (1995). Теория и практика психологического консультирования: Проблемный подход. — К. : Наукова думка, — 128 с. ISBN 5120048161

## Нагороди
- Нагрудний знак «Відмінник освіти України» (1999)
- Почесна грамота Академії педагогічних наук України (2004)
- Нагрудний знак МОН України «За наукові та освітні досягнення» (2014)
- Почесна грамота Кабінету міністрів України (2017)
- Медаль «Народна шана українським науковцям 1918—2018» Міжнародної Академії рейтингових технологій та соціології «Золота Фортуна» (2019)
- Медаль «Володимир Роменець» (2019)
- Державна премія України в галузі науки і техніки (2019)[1]
- Медаль «Ушинський К. Д.» (2020)